# Worry Worm

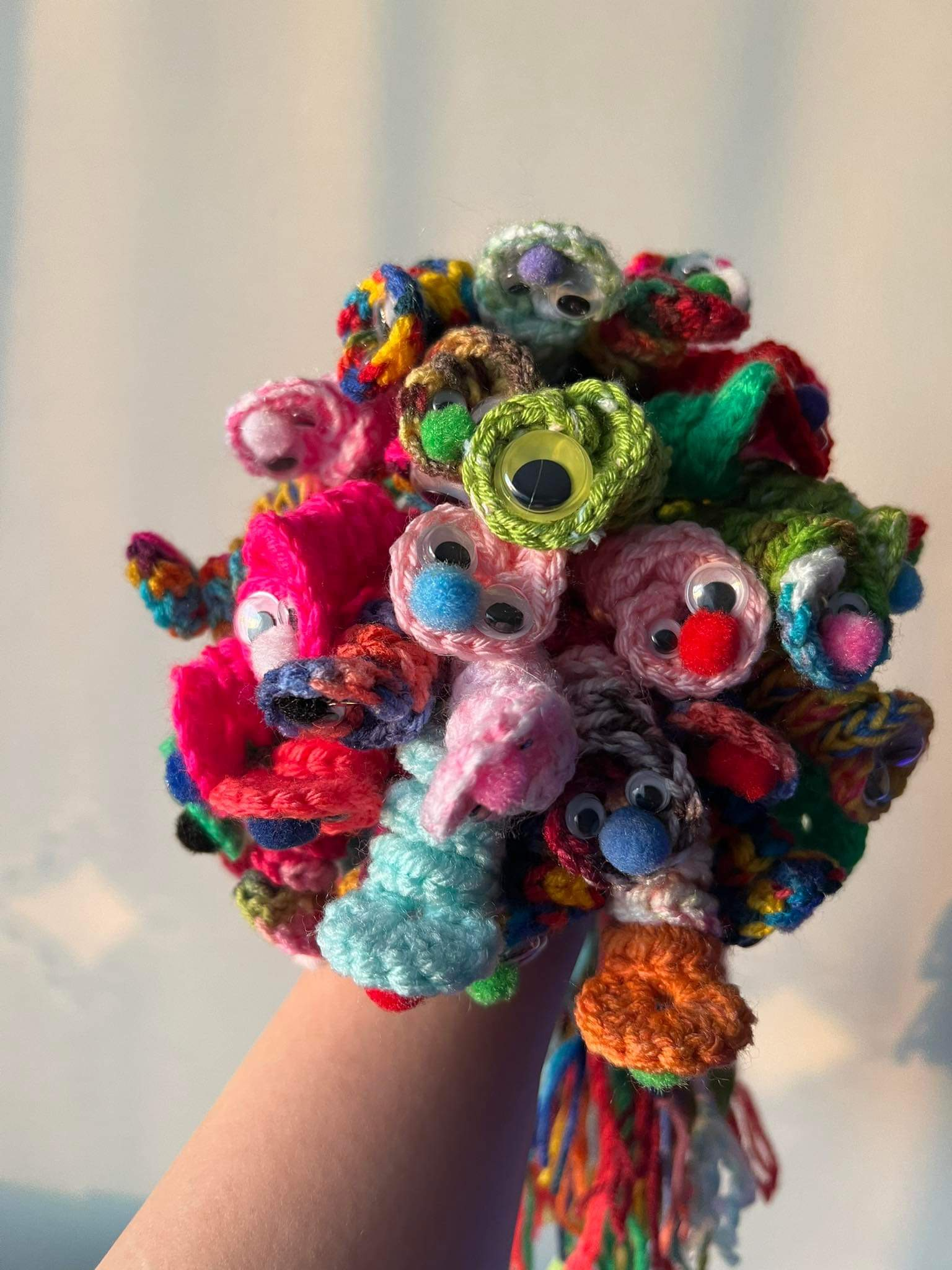

Worry Worms zijn kleine en kronkelige projecten die haaksters maken en weggeven.
Ze zijn waarschijnlijk gebaseerd op de originele "zorgenpoppen" (muñecas quitapenas), ook wel bekend als "probleempoppen" of "stresspoppen", kleine handgemaakte poppen die hun oorsprong vinden in Guatemalteekse tradities. Volgens de folklore zouden deze poppen de kracht hebben om zorgen te absorberen en vrede te brengen aan de persoon die ze bezit. Het verhaal achter zorgenpoppen gaat over een persoon die zijn zorgen of problemen deelt met de poppen door ze 's avonds voor het slapengaan te fluisteren. De poppen moeten dan onder het kussen van het kind worden gelegd en men gelooft dat ze de zorgen tijdens de slaap wegnemen, waardoor het kind met een vredige geest wakker kan worden.
Olivia Dieterich uit het Verenigd Koninkrijk richtte in augustus 2019 de eerste Facebookgroep over Worry Worms op. Al snel gevolgd door Nederland waar de groep Worry Worms / Gelukswormpjes inmiddels met ruim 60.000 leden gelukswormpjes verspreidt.
Worry Worms worden anoniem en gratis verspreid op willekeurige plekken in de hoop een glimlach en geluk te brengen bij de personen die ze vinden.